# Xã Blackberry, Quận Itasca, Minnesota
Xã Blackberry (tiếng Anh: Blackberry Township) là một xã thuộc quận Itasca, tiểu bang Minnesota, Hoa Kỳ. Năm 2010, dân số của xã này là 880 người.